# Gałąźnia Mała
Gałąźnia Mała (deutsch Klein Gansen, kaschubisch Môłô Gałązniô) ist ein Dorf im Powiat Bytowski (Kreis Stolp) der polnischen Woiwodschaft Pommern.

## Geographische Lage
Das Dorf liegt in Hinterpommern, rechts der Stolpe, etwa 28 Kilometer südsüdöstlich der Stadt Stolp  und 17 Kilometer nordwestlich der Stadt Bytów (Bütow). Das Dorf liegt im Urstromtal der Stolpe, die mitten durch die Gemarkung der Ortschaft fließt.

## Geschichte

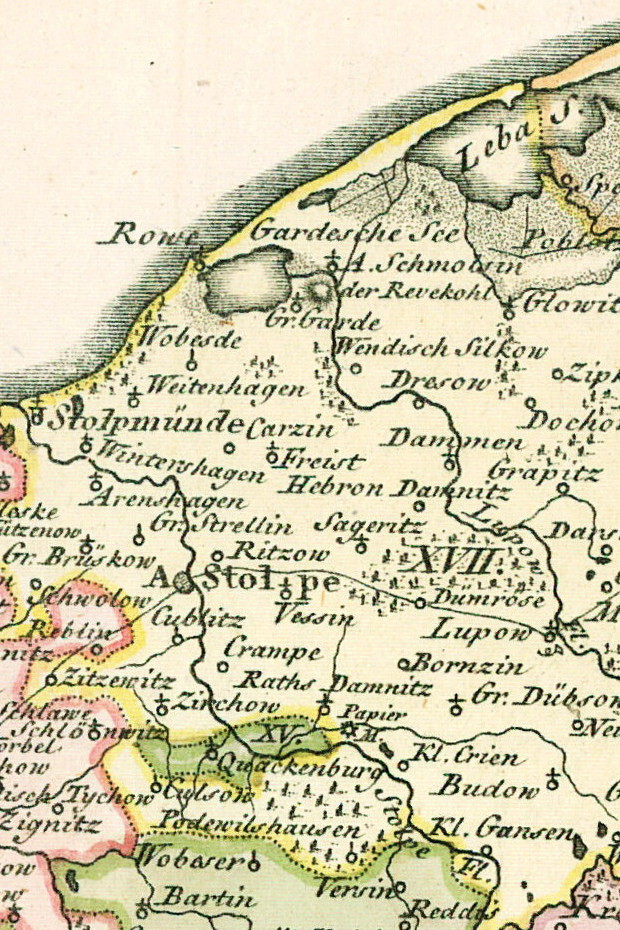
Klein Gansen (Kl. Gansen), südsüdöstlich der Stadt Stolp (früher Stolpe geschrieben) und rechts des Flusses Stolpe, auf einer Landkarte von 1794.

Klein Gansen war eines der ältesten Lehen der Familie Zitzewitz. Als erster Gutsbesitzer dieses Namens in Klein Gansen wird Jarislaw von Zitzewitz für den Zeitraum 1360–1412 genannt. 1568 wurde hier Lucas von Zitzewitz ansässig, auf den der erste sogenannte Klein Gansener Zweig der Familie Zitzewitz zurückgeführt wird.
Um 1784 hatte Klein Gansen ein Vorwerk, eine Ziegelei, einen Kalkofen, sechs Vollbauern, von denen jedoch einer zu dem ebenfalls alten Zitzewitzschen Lehen Goschen gehörte, einen Halbbauern, drei Kossäten, einen Schmied, einen Schulmeister und auf der Feldmark ein neues Vorwerk, Julianenhof genannt, mit einem Kossäten und zwei Büdnern, eine neu angelegte Schäferei, die als Krampnitzsche Schäferei bezeichnet wurde, mit zwei Kossäten und zwei Büdnern, die Kolonie Friederichsthal, die mit acht Halbbauern besetzt war, eine Getreide- und Schneidemühle, sieben Holzwärtereien, und zwar mit den Bezeichnungen Schwarzer-Born, Kolowny, Krampnitz, Borowe, Kaliesch, Swiatken und Schovawe, und insgesamt 48 Haushaltungen.
Im Zeitraum 1911 bis 1914 wurde in Klein Gansen das Elektrizitäts-Wasserkraftwerk Glambocksee fertiggestellt. 1926 wurde fünf Kilometer weiter stromabwärts ein zweites Kraftwerk mit Stausee erbaut.

Elektrizitäts-Wasserkraftwerk
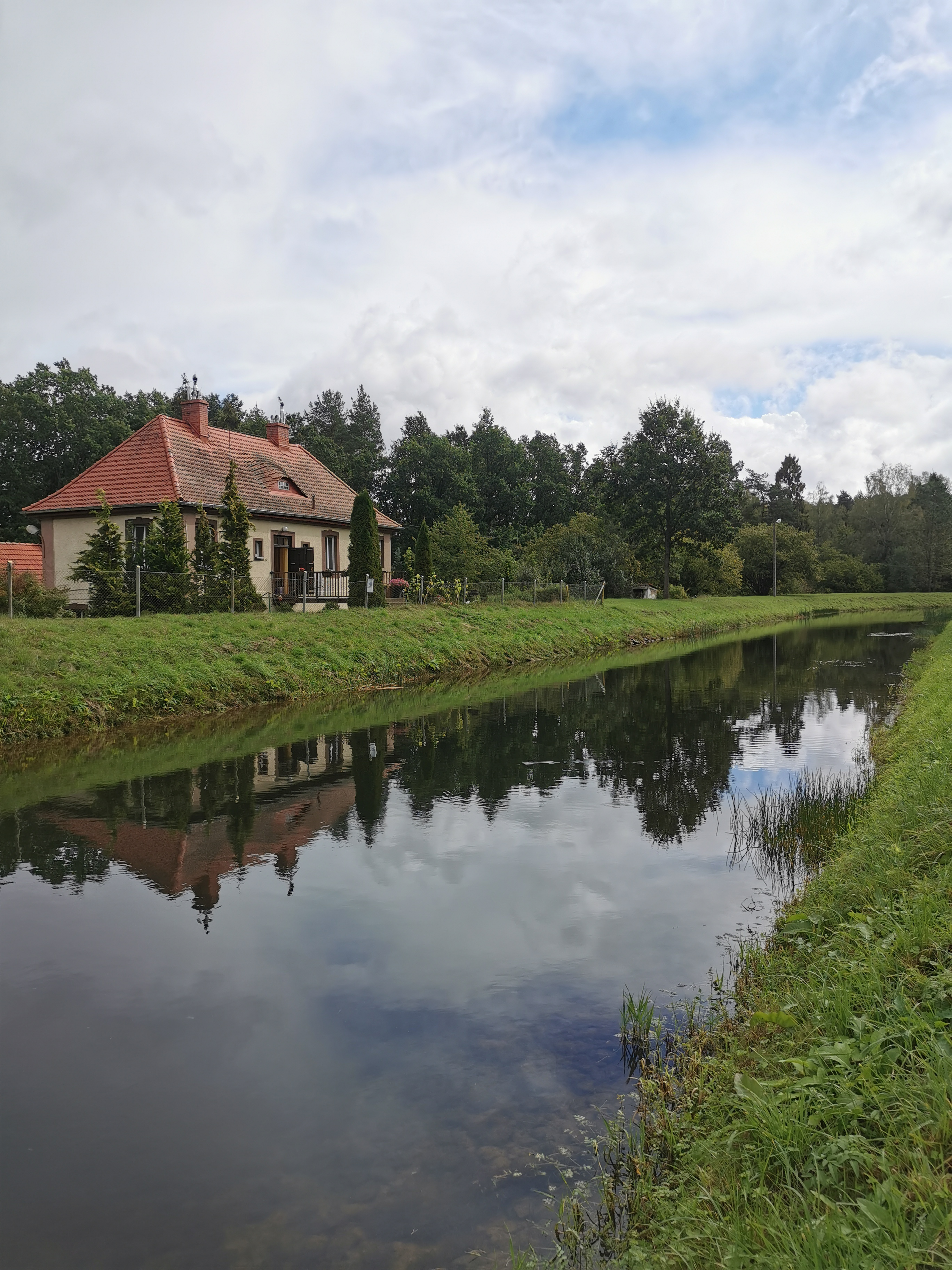
Kanal (2022)
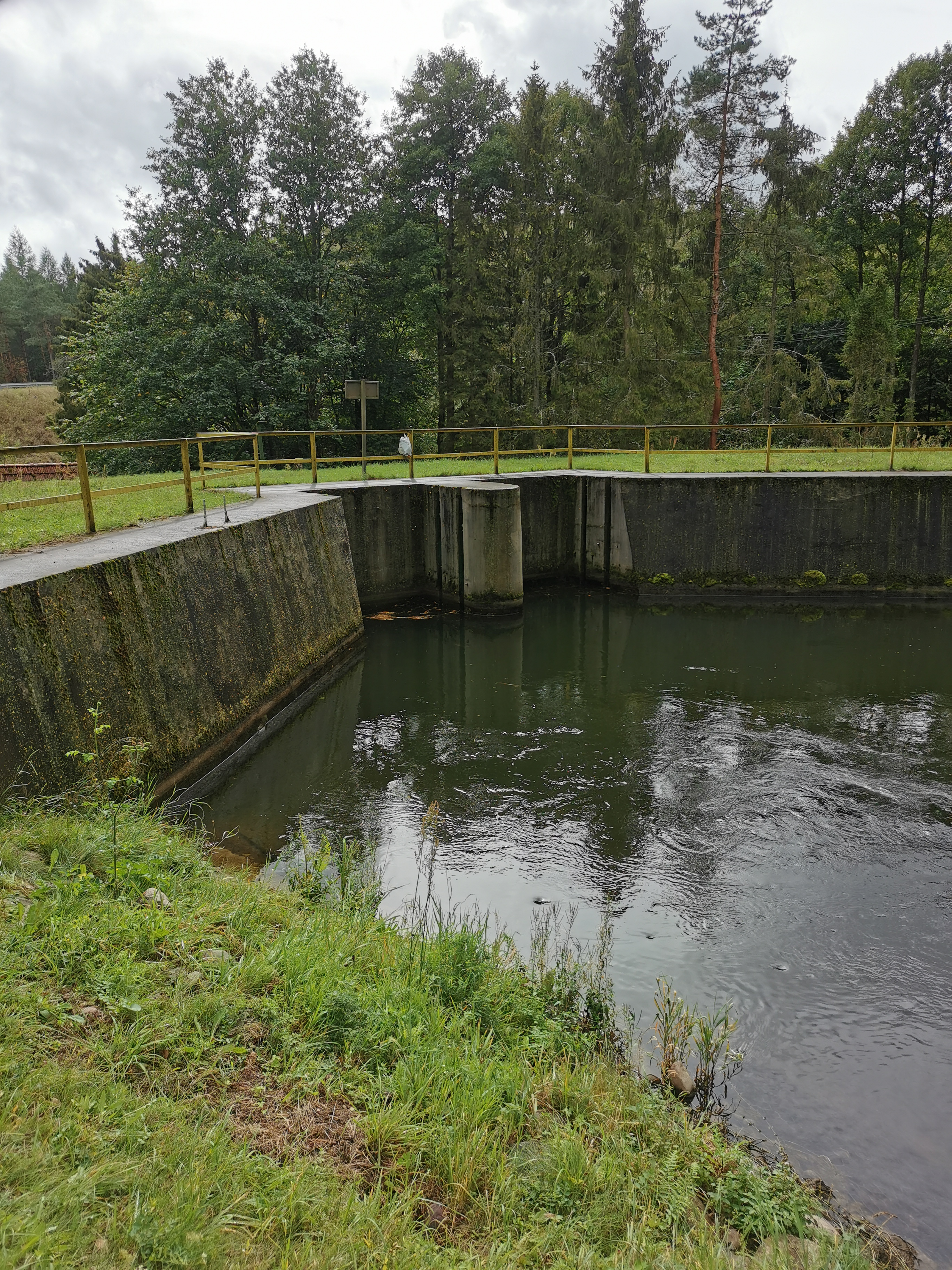
Staubecken (2022)
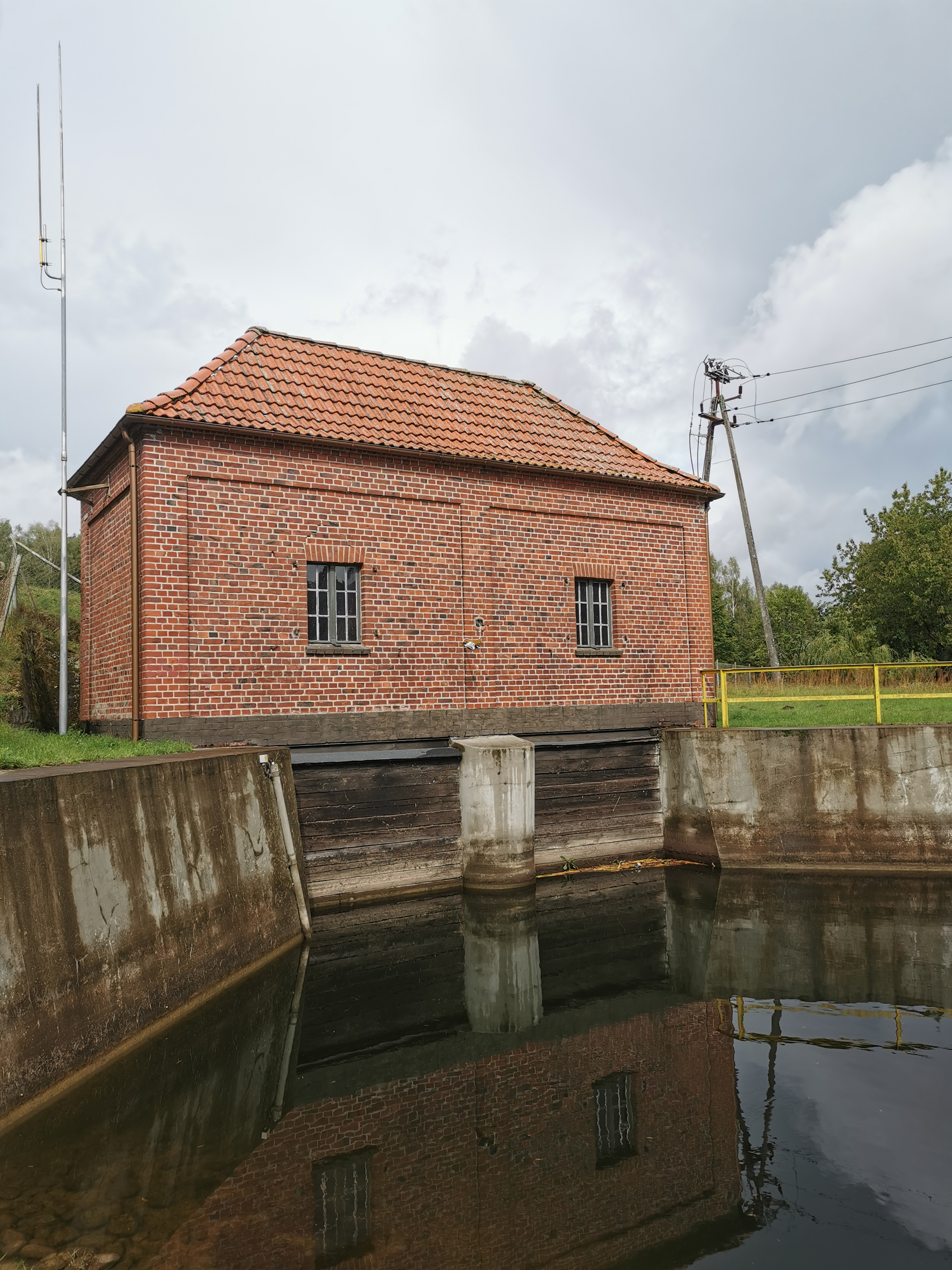
Turbinen-Haus (2022)

Am 1. April 1927 hatte das Gut Klein Gansen eine Flächengröße von 1632 Hektar, und am 16. Juni 1925 hatte der Gutsbezirk 364 Einwohner. Am 30. September 1928 wurde der Gutsbezirk Klein Gansen in die Landgemeinde Klein Gansen eingegliedert.
Anfang der 1930er Jahre hatte die Landgemeinde Klein Gansen eine Flächengröße von 19,8 km². Innerhalb der Gemeindegrenzen standen insgesamt 76 bewohnte Wohnhäuser an elf verschiedenen Wohnstätten:
1. Bachkaten
2. Borowe
3. Bruchhof
4. Friedrichsthal i. Pom.
5. Klein Gansen
6. Krampnitz
7. Muskowski
8. Mühle
9. Proseize
10. Vorwerk Julianshof
11. Zerowe

Im Jahr 1939 gab es in Klein Gansen außer dem Gut 55 landwirtschaftliche Betriebe. 1938 hatte das 868 Hektar große Rittergut Klein Gansen 286 Hektar Ackerland, 29 Hektar Wiesen, 370 Hektar Wald, 160 Hektar Unland, Hofraum und Wege sowie 23 Hektar Wasserfläche. 1939 wurden in der Gemeinde 102 Haushaltungen und 407 Einwohner gezählt. 
Vor 1945 waren in der Dorfgemeinde eine Mühle, ein Gasthof mit Fremdenbetten und einem angeschlossenen Verkaufsladen, ein Kolonialwarengeschäft, eine Bäckerei und verschiedene Handwerksbetriebe vorhanden.
Bis 1945 gehörte das Dorf Klein Gansen zum Landkreis Stolp im Regierungsbezirk Köslin der preußischen Provinz Pommern des Deutschen Reichs. Die Gemeinde Klein Gansen war dem Amtsbezirk Muttrin zugeordnet.
Gegen Ende des Zweiten Weltkriegs begaben sich die Dorfbewohner von Klein Gansen am 6. März 1945 vor der herannahenden Roten Armee im Pferdewagen-Treck auf die Flucht. Das Kraftwerk Klein Gansen wurde am 7. März 1945 stillgelegt. Um die Stolpe-Brücke kam es in der darauffolgenden Nacht zu Abwehrkämpfen. Der Treck der Dorfbewohner wurde in Bornzin und Schöneichen von den schnell vorrückenden sowjetischen Truppen überrollt. Da die Pferde ausgespannt und konfisziert wurden, mussten die Dorfbewohner die Rückreise zu Fuß antreten. In den ersten Wochen seit der Besetzung von Klein Gansen wurden 22 Personen verschleppt, von denen nur vier zurückkehrten. Am 1. April setzten die sowjetischen Soldaten das Kraftwerk mit deutschem Personal wieder in Betrieb. Nach Beendigung der Kampfhandlungen war die Region zusammen mit ganz Hinterpommern seitens der sowjetischen Besatzungsmacht der Volksrepublik Polen zur Verwaltung überlassen worden.  Im Juli 1945 wurde das Kraftwerk von der polnischen Administration verstaatlicht. Im Oktober 1945 kamen weitere Polen in das Dorf und drängten die einheimischen Dorfbewohner aus ihren Häusern nd Wohnungen. Die einheimischen Dorfbewohner wurden enteignet und von der polnischen Administration aus Klein Gansen vertrieben. Das Fachpersonal des Kraftwerks blieb bis zum 6. Oktober 1948, bis polnisches Personal ausgebildet worden war.
Später wurden in der Bundesrepublik Deutschland 244 und in der DDR 98 Dorfbewohner aus Klein Gansen ermittelt.

### Schule
Die in Klein Gansen vor 1945 vorhandene Schule war dreistufig. Sie hatte drei Klassen, in denen zwei Lehrer insgesamt etwa 80 Kinder unterrichteten.

### Kirche
Die vor 1945 in Klein Gansen anwesende Bevölkerung war evangelischer Konfession. Im Jahr 1925 hatte Klein Gansen fünf Bewohner katholischer Religionszugehörigkeit.
Die seit 1945 und Vertreibung der einheimischen Dorfbewohner anwesende polnische Einwohnerschaft ist überwiegend katholisch.